# Danijar Köbönow
Danijar Ömürbekowicz Köbönow (kirg. Данияр Өмүрбекович Көбөнов; ur. 8 września 1982) – kirgiski zapaśnik w stylu klasycznym. Dwukrotny olimpijczyk. Czternasty w Atenach 2004 w wadze 74 kg i siedemnasty w Londynie 2012 w kategorii 74 kg.
Brązowy medalista mistrzostw świata w 2010. Zdobył trzy medale na igrzyskach azjatyckich – złoty w 2010, srebrny w 2002 i brązowy w 2006. Siedem razy brał udział w mistrzostwach Azji, złoty w 2005 i 2007.